# 東京シティ信用金庫
東京シティ信用金庫（とうきょうシティしんようきんこ、英語：Tokyo City Shinkin Bank）は、東京都中央区に本店を置く信用金庫である。東京都区部とそこに隣接する千葉県浦安市に店舗を展開する。

## 沿革
旧称：東京都商工信用金庫（通称：都商工）。2000年（平成12年）3月に、日本橋信用金庫、東商信用金庫、京橋信用金庫、帝都信用金庫を合併して設立された。
- 1950年（昭和25年） 東京都商工信用協同組合として設立。
- 1952年（昭和27年） 東京都商工信用金庫に改組。
- 1990年（平成2年） 東京シティ信用金庫に改称。
- 2000年（平成12年） 日本橋、東商、京橋、帝都信用金庫と合併。
- 2022年（令和4年） 商工組合中央金庫（商工中金）と中小企業の事業再生・経営改善支援で業務協力契約を締結[2]。

## 関連会社
- シティふたば商事株式会社
- 有限会社東京シティメンテナンス